# 다케미야 마사키
다케미야 마사키(일본어: 武宮正樹, 1951년 1월 1일~)는 일본 프로 바둑기사로 일본기원 도쿄본원 소속의 기사이다. 중앙의 두터움을 중시하는 독특한 기풍이 우주류(宇宙流)라는 명칭으로 불리고 있다. 그의 아들인 다케미야 요코(武宮陽光)도 바둑기사다.

## 출생 및 바둑 입문
- 다케미야 마사키는 1951년 1월 1일 일본 도쿄에서 태어나 다나카(田中三七一) 7단 사사로 들어가 1965년 기타니 미노루(木谷實) 9단 문하로 입단했다.

이후 1966년 二단、1967년 三단、1968년 四단、1969년 五단、1970년 六단、1972년 七단、1975년 八단、1977년 九단으로 승단했다.

## 입상
1968년 제5기 프로 십걸전에서 8위 입상
1969년 제6기 프로 십걸전에서 5위 입상
1971년 바둑 리그 첫 참가 제15기 총리배 우승. ☆ 첫 타이틀
1982년 NEC컵 우승
1988년 제1회 후지쯔배 세계바둑 선수권 우승
1989년 제36회 NHK컵 우승 제2회 세계 선수권 후지쯔배 우승. ☆ 2연패 제1회 TV아시아 컵 우승
1990년 제2차 TV아시아 컵 우승
1991년 제13기 두루미 성전 우승,제3회 TV아시아 컵 우승
1992년 제4차 TV아시아 컵 우승, 4연패
2009년 제56회 NHK배 TV바둑선수권대회 우승

## 수상 경력
- 1985년 기자 클럽상
- 1989년 TV바둑 프로그램 제작자회상 수 수상
- 1995년 기도상 우수 기사상
- 2005년 기도상 연승 기록 상(16연승)
- 2006년 통산 1000승 달성

## 국제 기전 성적
| 기전       | 1988 | 1989 | 1990 | 1991 | 1992 | 1993 | 1994 | 1995 | 1996 | 1997 | 1998 | 1999 | 2000 | 2001 | 2002 | 2003 | 2004 | 2005 | 2006 | 2007 | 2008 | 2009  |   |
| ---------- | ---- | ---- | ---- | ---- | ---- | ---- | ---- | ---- | ---- | ---- | ---- | ---- | ---- | ---- | ---- | ---- | ---- | ---- | ---- | ---- | ---- | ----- | - |
| 잉씨배     | 16강 | -    | -    | -    | 8강  | -    | -    | -    | ×    | -    | -    | -    | ×    | -    | -    | -    | ×    | -    | -    | -    | ×    | -     |   |
| 후지쯔배   | 우승 | 우승 | 16강 | 24강 | 16강 | 24강 | ×    | ×    | ×    | 8강  | ×    | ×    | 16강 | ×    | ×    | ×    | ×    | ×    | ×    | ×    | ×    | ×     |   |
| 동양증권배 | ×    | ×    | 16강 | -    | 16강 | 16강 | 32강 | ×    | -    | 16강 | ×    | 중지 | -    | -    | -    | -    | -    | -    | -    | -    | -    | -     | - |
| 삼성화재배 | -    | -    | -    | -    | -    | -    | -    | -    | ×    | ×    | ×    | ×    | ×    | ×    | 32강 | ×    | ×    | ×    | ×    | ×    | ×    | ×     |   |
| LG배       | -    | -    | -    | -    | -    | -    | -    | -    | 24강 | ×    | ×    | ×    | ×    | ×    | ×    | ×    | ×    | ×    | ×    | ×    | ×    | ×     |   |
| 춘란배     | -    | -    | -    | -    | -    | -    | -    | -    | -    | -    | ×    | ×    | ×    | -    | ×    | -    | ×    | -    | ×    | -    | ×    | -     |   |
| 도요타배   | -    | -    | -    | -    | -    | -    | -    | -    | -    | -    | -    | -    | -    | -    | ×    | -    | ×    | -    | ×    | -    | ×    | 중지  |   |
| TV아시아   | -    | 우승 | 우승 | 우승 | 우승 | 4강  | ×    | ×    | ×    | ×    | ×    | 4강  | ×    | ×    | ×    | ×    | ×    | ×    | ×    | ×    | ×    | 1회전 |   |
| 농심배     | -    | -    | -    | -    | -    | -    | -    | -    | -    | -    | -    | ×    | 1:1  | ×    | ×    | ×    | ×    | ×    | ×    | ×    | ×    | ×     |   |

## 가족 관계
- 아들 : 다케미야 요코(武宮陽光) 프로5단